# Michel Nykiel
Michel Nykiel (ur. 6 stycznia 1958, zm. 7 października 2014 w Tabie) – polski piłkarz, nauczyciel, samorządowiec.

## Życiorys
Wychowanek Bielawianki Bielawa, grający na pozycji obrońcy. Przez większość kariery piłkarskiej związany był z klubami wałbrzyskimi – najpierw Górnikiem, w którego barwach rozegrał w latach 1983–1986 29 meczów w I lidze, a później Zagłębiem. W latach 90. występował również w Lechii Dzierżoniów. Pracował także jako trener.
Ukończył studia na Politechnice Wrocławskiej. Pracował jako nauczyciel matematyki w gimnazjum w Gminnym Zespole Szkół nr 2 w Wałbrzychu. W wyborach samorządowych w 2006 z listy KWW Alicji Rosiak uzyskał mandat radnego Rady Miejskiej Wałbrzycha. W 2010, jako kandydat KWW Wałbrzyska Wspólnota Samorządowa, bez powodzenia ubiegał się o reelekcję.
W październiku 2014 roku, w trakcie wypoczynku w Egipcie, utopił się w morzu próbując ratować żonę Małgorzatę.